# Суховеј
Суховеј је врста ветра који дува у источној Европи и средњој Азији. Настаје када је током лета у степама Украјине и дува ка пољу ниског ваздушног притиска у европском делу Русије, из правца запада. Повишава температуру за 10 степени и смањује влажност ваздуха.